# IC 3869
IC 3869 ist eine Spiralgalaxie vom Hubble-Typ S im Sternbild Coma Berenices am Nordsternhimmel. Sie ist schätzungsweise 845 Millionen Lichtjahre von der Milchstraße entfernt und hat einen Durchmesser von etwa 75.000 Lichtjahren.
Im selben Himmelsareal befinden sich u. a. die Galaxien IC 3864, IC 3867, IC 3868, IC 3872.
Das Objekt wurde am 27. Januar 1904 von Max Wolf  entdeckt.